# 성신RST
성신RST는 1990년에 개업한 대한민국의 철도 차량 제작 회사이다. 경상남도 함안군과 경상북도 문경시 마성면에 공장이 있으며, 한국철도공사·서울교통공사·현대로템·포스코 등에 차량을 납품했다.

## 역사
- 1990년 4월 20일 : 성신산업(成信産業)으로 개업
- 2009년 10월 : 성신RST로 사명 변경
- 2011년 6월 : 콩고로 객차 수출
- 2011년 10월 : 가봉으로 객차 수출

## 같이 보기
- 대한민국의 경제
- 다원시스
- 우진산전
- 현대로템